# Erika Sawajiri
Erika Sawajiri (沢尻エリカ, Sawajiri Erika), née le 8 avril 1986 à Tokyo, est une actrice et chanteuse japonaise. Elle est connue pour avoir incarné le rôle de Aya Ikeuchi dans la série télévisée One Litre of Tears.

## Biographie

### Enfance
Erika Sawajiri est née d'un père japonais et d'une mère française d'origine  algérienne le 8 avril 1986 à Nerima, dans la préfecture de Tokyo. Elle est la fille cadette d'une famille de trois enfants. Son père était propriétaire de seize chevaux de course et d'Edonokoban, donnant à nombreuses occasions à Erika de pratiquer l'équitation pendant son enfance. Son père a disparu de la maison quand Erika était âgé de 9 ans et fait son retour quand elle était dans sa troisième année à l'école secondaire mais décède d'un cancer cette année-là. Sa mère gérait un restaurant méditerranéen où elle travaillait parfois.

### Carrière cinématographique et musicale
Erika Sawajiri débute en tant que modèle photographique en 1999, puis commence une carrière d'actrice en 2002, incarnant notamment l'héroïne du drama télévisé Ichi Rittoru no Namida en 2005, et celle du film d'horreur Ghost Train en 2006. La même année, elle sort son premier single, N°1 des charts oricon, sous le pseudonyme Kaoru Amane, du nom de son personnage de chanteuse dans le drama à succès Taiyō no Uta. Elle sort deux autres singles en 2007 sous son seul prénom ERIKA, dont un autre N°1, toujours chez Sony Music Entertainment.
Réputée de caractère difficile, Erika Sawajiri cause un scandale médiatique en septembre 2007 en se montrant froide lors d'une conférence de presse pour la promotion de son film Closed Note, refusant de saluer le public présent ou de répondre aux questions pourtant innocentes des journalistes. En conséquence, ses contrats publicitaires et activités professionnelles sont suspendus par son agence, l'importante Stardust Promotion, pour une durée indéterminée.
Sawajiri se retire à Londres avec le créateur Tsuyoshi Takashiro, de 22 ans son aîné, qu'elle épouse en janvier 2009. Désormais surnommée péjorativement "Erika-sama" par les médias, elle est depuis régulièrement élue "la femme la moins appréciée du Japon" dans certains sondages.
En septembre 2009, alors qu'elle devait faire son retour après deux ans d'absence en tant que vedette d'une super-production adaptée de la populaire série anime Yamato, dont le tournage allait débuter, Erika Sawajiri est finalement renvoyée de son agence et voit ses projets annulés, officiellement pour diverses fautes et non-respect d'engagements contractuels, après toutefois que son nom ait été cité par certains médias dans le cadre de l'affaire de drogue de Noriko Sakai qui venait de secouer le Japon,,. À la suite de cette mauvaise publicité, l'agence Stardust Promotion déclare d'ailleurs dans les jours qui suivent son intention de faire désormais passer des tests de dépistages de drogues volontaires à tous les artistes qu'elle représente. Le site web officiel de Sawajiri est fermé, et elle se retire à nouveau en Espagne, puis aux États-Unis, où elle tente de décrocher de nouveaux contrats.
Fin avril 2010, après avoir ouvert un nouveau site officiel, Erika Sawajiri annonce son intention de divorcer et de reprendre ses activités au Japon en mai suivant, engageant des pourparlers avec la firme avex. Le contrat est signé en septembre suivant, mais durant les deux années qui suivent elle n'apparait que dans quelques publicités, puis dans un drama pour téléphone mobile début 2012 (L et M : Watashi ga Anata wo Aisuru Riyuu, Sono Hoka no Monogatari). Elle fait finalement son retour à l'écran mi-2012, cinq ans après sa mise à l'écart, en tête d'affiche d'un film adapté du manga Helter Skelter qui touche entre autres à des sujets comme le sexe et la drogue.
Erika Sawajiri est arrêtée par la police de Tokyo le 16 novembre 2019 pour possession de MDMA, une drogue de synthèse, fait qu'elle reconnait,,.

## Filmographie

### Cinéma
- 2004 : Mondai no nai watashitachi (問題のない私たち?) de Morioka Toshiyuki : Maki Shintani
- 2005 : Break Through! (パッチギ!?) de Kazuyuki Izutsu : Lee Kyung-ja
- 2005 : Ashurajō no hitomi (阿修羅城の瞳?) de Yōjirō Takita : Yachi
- 2005 : Shinobi: Heart Under Blade (甲賀忍法帖?) de Ten Shimoyama : Hotarubi
- 2006 : The Mamiya Brothers (間宮兄弟?) de Yoshimitsu Morita : Naomi Honma
- 2006 : Sugar and Spice (シュガー&スパイス 風味絶佳?) d'Isamu Nakae : Noriko Watanabe
- 2006 : Ghost Train (オトシモノ?) de Takeshi Furusawa : Nana Kimura
- 2006 : Tenshi no tamago (天使の卵?) de Shin Togashi : Natsuki Saito
- 2006 : Tegami (手紙?) d'Ikuno Jiro : Yumiko Iraishi
- 2007 : Closed Note (クローズド・ノート?) d'Isao Yukisada : Kae Horii
- 2012 : Helter Skelter (ヘルタースケルター?) de Mika Ninagawa : Liliko
- 2015 : Shinjuku Swan (新宿スワン?) de Sion Sono : Ageha
- 2019 : Ningen shikkaku: Dazai Osamu to san-nin no onnatachi (人間失格 太宰治と3人の女たち?) de Mika Ninagawa

### Télévision
- 2003 : Hotman (ホットマン?) : Satsuki Akikawa
- 2003 : Hitonatsu pas papa e (ひと夏のパパへ?) : Satsuki
- 2003	: NorthPoint Friends (ノースポイント　フレンズ?) : Hokkaido
- 2004 : Sakura saku made (桜咲くまで?) : Naoko Hayashi
- 2004 : Tsuki wa kagayaku de fuyuzora (冬空に月は輝く?)
- 2004	: Cheers: Tenko e no oenka (天国への応援歌 チアーズ?) : Yukari Akikawa
- 2004	: Mumei (無名?)
- 2005	: Aikurushii (あいくるしい?) : Honoka Kizaki
- 2005 : One Litre of Tears (1リットルの涙, Ichi rittoru no namida?) : Aya Ikeuchi
- 2005 : The Winds of God (ザ・ウインズ・オブ・ゴッド?) : Misaki Ohara
- 2006 : Tenshi no hashigo (天使の卵?) : Natsuki Saito
- 2006	: Taiyō no uta (タイヨウのうた?) : Kaoru Amane
- 2012 : L et M: Watashi ga anata o ai suru riyu (L et M わたしがあなたを愛する理由、そのほかの物語?) : Eru et Emu
- 2012	: Akujo ni tsuite (悪女について?) : Tomikoji Kimiko / Suzuki Kimiko
- 2013	: Tokeiya pas musume (時計屋の娘?) : Ryo Miyahara
- 2014 : First Class (ファーストクラス?) : Chinami Yoshinari
- 2015 : Yōkoso, wagaya e (ようこそ、わが家へ?) : Asuka Kandori

## Discographie
Single de Kaoru Amane
- 2006 : Taiyō no uta (Thème du drama Taiyō no uta)

Singles de ERIKA
- 2007 : FREE
- 2007 : Destination Nowhere